# Diecéze Adraa
Diecéze Adraa je titulární diecéze římskokatolické církve.

## Historie
Adraa identifikovatelná s městem Dar'á v dnešní Sýrii, bylo starobylé biskupské sídlo nacházející se v římské provincii Arabia. Bylo součástí antiochijského patriarchátu a sufragánnou arcidiecéze Bosra.
Jsou známi čtyři biskupové této diecéze: ariánský biskup Arabion, který se roku 359 zúčastnil synody v Seleucii; Uranius, účastník prvního konstantinopolského koncilu roku 381; Proclus, roku 448 účastník synody v Konstantinopoli r. 448; a Dorimenius, účastník Druhého konstantinopolského koncilu r. 553.
Nyní je využívána jako titulární biskupský úřad, který však v současnosti nemá jmenovaného titulárního biskupa.

## Seznam biskupů
- Arabion  (zmíněn roku 359)
- Uranius (zmíněn roku 381)
- Proclus  (zmíněn roku 448)
- Dorimenius  (zmíněn roku 553)

## Seznam titulárních biskupů
- Antonius Sellent (1712–?)
- Johann Rudolf von Sporck (1729–1759)
- Ignacy Augustyn Kozierowski, C.R.L.A. (1762–1791)
- Pierre-Joseph-Georges Pigneau de Béhaine, M.E.P. (1771–1799)
- Michał Pałucki (1791–?)
- Jean-André Doussain, M.E.P. (1798–1809)
- Juan Arciniega (1816–1835)
- Jean-Joseph Audemard (1817– 1821)
- Johannes Haller (1874–1890)
- sv. Antonio Fantosati, O.F.M. (1892–1900)
- Odoricus Giuseppe Rizzi, O.F.M. (1902–1905)
- Auguste Prézeau (1908–1909)
- Agustín González, O.E.S.A. (1910–1911)
- Francisco Xavier Ricardo Vilá y Mateu, O.F.M. Cap. (1911–1913)
- Ramón Zubieta y Les, O.P. (1913– 1921)
- Joseph Stoffels (1922–1923)
- Josef Kupka (1924–1931)
- Leon-Jean-Marie De Smedt, C.I.C.M. (1931–1946)
- James Holmes-Siedle, M. Afr. (1946–1953)
- Richard Lester Guilly, S.J. (1954–1956)
- Elias Mchonde (1956–1964)